# HD89075
HD89075 — хімічно пекулярна зоря спектрального класу B9, що має видиму зоряну величину в смузі V приблизно  8,5.
Вона  розташована на відстані близько 4941,8 світлових років від Сонця.

## Пекулярний хімічний склад
Зоряна атмосфера HD89075 має підвищений вміст 
Eu
.